# أرجمون دموي
أرجمون دموي أو خشخاش شائك دموي (الاسم العلمي:Argemone sanguinea) هو نوع من النباتات يتبع جنس الأرجمون من الفصيلة الخشخاشية.